# Anatolij Czystow
Anatolij Wołodymyrowycz Czystow (ukr. Анатолій Володимирович Чистов, ros. Анатолий Владимирович Чистов, Anatolij Władimirowicz Czistow; ur. 27 maja 1962 na Krymie) – ukraiński piłkarz, grający na pozycji bramkarza.

## Kariera piłkarska

### Kariera klubowa
Wychowanek DJuSSz Tawrija Symferopol. Pierwszy trener Łeonid Czernow. W 1979 rozpoczął studia na Politechnice Odeskiej. W 1980 rozpoczął karierę piłkarską w drużynie rezerw Czornomorca Odessa. Potem występował w podstawowej jedenastce Czornomorca. W 1987 przeszedł do Nistru Kiszyniów. Sezon 1989 rozpoczął w Bukowynie Czerniowce, a w następnym przeniósł się do Tirasa Tyraspol, który potem zmienił nazwę na Tiligul Tyraspol. 10 marca 1992 roku w składzie Nywy Tarnopol debiutował w Wyszczej Lidze w meczu z Prykarpattia Iwano-Frankowsk (0:0). Latem 1992 zmienił klub na Krywbas Krzywy Róg. Na początku 1993 został zaproszony do Dnipra Dniepropetrowsk, ale tylko raz wszedł na boisko, dlatego latem 1993 wyjechał do Szwecji, gdzie bronił barw klubu Äppelbo IFK. Po czterech sezonach w szwedzkim klubie powrócił do Odessy, gdzie został piłkarzem Łotto-GCM Odessa, który potem zmienił nazwę na SKA-Łotto Odessa. W 2000 zakończył karierę piłkarską w klubie, w którym rozpoczynał - Czornomorce Odessa.

## Sukcesy i odznaczenia

### Sukcesy klubowe
- wicemistrz Pierwszej ligi ZSRR: 1991
- wicemistrz Ukrainy: 1993